# 王億 (弘治進士)
王億（1467年—1550年），字天與，又字本一，號立庵，陝西鳳翔府鳳翔縣人，軍籍，明朝政治人物。

## 生平
乙卯科（1595年）陝西鄉試第十四名舉人，曾任山西平樂縣學訓導。弘治十八年（1505年）中式乙丑科會試第二百六十六名，三甲第七十六名進士。明年授阌乡县知县，二年以母亲李太安人忧归，服除，补濬縣，再丁父忧。服除，正德十一年（1516年）升刑部主事，历升刑部署员外郎事主事，正德十四年（1519年）六月升山东佥事、分巡辽东，皆以清直著。嘉靖三年（1524年）六月升河南布政司左參議，寻督饷京师，太监张忠弟张举素来骄纵，揽解河南岁饷，侵没至数万，官吏都不敢奈何他，王亿任事，首发其奸状，杖之，张举惶恐谢罪，但案件狱未审查完而张举就死于杖下，张忠遂讦奏皇帝面前，嘉靖五年（1526年）八月王亿被谪戍广东南海卫，越五年始放归乡。嘉靖二十九年卒，年八十有四。

## 家族
曾祖王福，陰陽正術；祖父王瑛，州判官；父王澤，母李氏。具庆下。